# Zeena Schreck
Zeena Schreck, nascida Zeena Galatea LaVey, (19 de novembro de 1963) é uma artista gráfica, musicista, compositora, escritora, ativista dos direitos dos animais e professora norte-americana de religião. Tornou-se celebridade ainda criança, aos 3 anos, em 23 de maio de 1967, quando o mais famoso satanista, Anton Szandor LaVey, seu pai, realizou o primeiro batismo satânico da história, sendo Zeena consagrada ao Diabo, em uma cerimônia com direito a muitas performances heterodoxas para o período. O evento ganhou notoriedade mundial e serviu para a gravação do LP The Satanic Mass.  Já adulta, Zeena se tornou porta-voz de seu pai, que queria se afastar da mídia. Posteriomente, rompeu com o Conselho dos Nove, o mais alto grau dos satanistas herdeiros de LaVey.

## Primeiros anos e vida pessoal
Zeena Schreck nasceu em São Francisco, Califórnia, e é filha de Anton LaVey (1930-1997) e Diane Hegarty (1942-), cofundadores da Igreja de Satã. Em 23 de maio de 1967, aos 3 anos de idade, Zeena teve o batismo satânico mais divulgado da história, celebrado por seu pai.
De 1985 a 1990, ela foi a Grande Sacerdotisa e porta-voz da Igreja de Satã. Em 1990, renunciou à Igreja de Satã e abandonou o satanismo LaVey. Zeena é também a Primeira Grande Sacerdotisa do Templo de Set e codiretora da Werewolf Order (Ordem do Lobisomem) e do grupo musical Radio Werewolf (Rádio Lobisomem), o qual dirige com seu marido, músico e autor Nikolas Schreck. Ela é conhecida desde os anos 1980 por seu ativismo abertamente contra as alegações de abuso em rituais satânicos e em defesa da liberdade religiosa nas mídias de massa. Entretanto, a própria família de LaVey o processou por abusos.
Outros membros da afastada família de Zeena Schreck são: um filho, Stanton Zaharoff LaVey (1978-) e dois meios-irmãos de mesmo pai – a meia-irmã Karla LaVey (1952-) e o meio-irmão Satan Xerxes Carnacki LaVey (1993-). Zeena declarou que não tem contato com sua família:

Em 1990, Zeena renunciou e expôs publicamente o fraudulento culto à personalidade no qual ela nasceu. Sua ex-família e os seguidores remanescentes de seu falecido pai vigarista reagiram à sua renúncia tomando parte em uma campanha de assassinato de caráter sectário contra ela. Valendo-se de seu próprio triunfo sobre essas e outras experiências de família desajustada, Zeena, sendo uma conselheira profissional, fundou o programa público de assistência e reabilitação Fênix (Phoenix) do Movimento Setiano de Libertação para ajudar outros em situações similares.

Em 1990, depois de se desligar da Igreja de Satã, Zeena também deixou de usar seu nome de batismo “La Vey”. Em uma carta aberta de 30 de dezembro de 1990, para Michael A. Aquino, do Templo de Set, ela diz:

À luz de todos os fatores aqui presentes, eu oficialmente abandonei meu sobrenome de nascimento e agora prefiro ser conhecida apenas como Zeena. Como acho obviamente aristocrático, também não tenho necessidade de títulos vazios como os de Mestra ou Grande Sacerdotisa, que têm sido disputados várias vezes.

A página de contato do site de Zeena Schreck explica o uso contínuo de seu único nome artístico e espiritual, “Zeena”:

Uma nota sobre nomenclatura: devido a uma combinação de ignorância e malícia que caracteriza muita ‘informação’ na internet, somos obrigados a fazer um esclarecimento. Embora Zeena simplesmente use seu primeiro nome em grande parte de suas atividades artísticas e espirituais, seu nome de casada é Zeena Schreck. Ela não usa mais seu nome de solteira “LaVey” desde 1990. Por essa razão, saiba que os correios continuam retornando as correspondências endereçadas à pessoa, agora não existente, “Zeena LaVey”. Do mesmo modo, mensagens endereçadas a "Zeena LaVey", "Zeena LaVey-Schreck" ou qualquer variante usando o nome LaVey enviadas aos seus representantes [...] não serão repassadas a Zeena.

## Igreja de Satã
Zeena foi porta-voz e Grande Sacerdotisa na Igreja de Satã no fim dos anos 1980. Durante esse período, defendeu ferrenhamente a Igreja de Satã  em programas de rádio e televisão, e defendia que o “pânico satânico” e os "assassinatos ritualísticos" eram um mito.
Enquanto ainda era filiada à Igreja de Satã, Zeena foi entrevistada como representante desta, no programa “Culto do Diabo: Expondo o Submundo Satânico”, exibido por Geraldo Rivera, em 1988, e ao lado de Michael Aquino, fundador e Grande Sacerdote do Templo de Set. Repetidamente negou os rumores de que a Igreja de Satã estivesse envolvida em abusos de rituais satânicos. Questionou por testemunho dos acusadores, perguntando, retoricamente, se pessoas foram forçadas a dar à luz bebês para rituais de sacrifício, pois seus restos mortais jamais foram encontrados.

## Templo de Set e Movimento Setiano de Libertação
Fundou o Movimento Setiano de Libertação em 2002, após deixar o Templo de Set juntamente com outros quatro mestres do templo, inclusive Michael Kelly, este também um membro do Conselho dos Nove, o mais alto grau originário no Satanismo LaVey, oficialmente denominada de diretoria corporativa do Templo de Set). Detalhes sobre sua saída foram explicados em uma carta datada de 8 de novembro de 2002 de um membro recentemente morto do Conselho dos Nove do Templo de Set a um Adepto do Segundo Grau sobre os eventos que levaram à partida de Zeena e à fundação do grupo Tempestade (Storm), que, posteriormente, foi renomeado Movimento Setiano de Libertação.
Logo após Zeena deixar o Templo de Set, uma lista da editora Disinfo de 17 de dezembro de 2002, sob o título “Cisma 2002: a Tempestade Desperta”, informava:

“o Grande Sacerdote Don Webb se demitiu, e, em 9 de setembro de 2002, foi sucedido pela Grande Sacerdotisa Zeena Schreck. Seis semanas após o Conclave de Helsinque (setembro de 2002), Zeena e os Mestres Aaron Besson, Nikolas Schreck e Michael Kelly se demitiram, em 8 de novembro de 2002. Quatro sacerdotes, Alfred Rodriguez, Kevin Rockhill, Jared Davison e Richard Gavin também fizeram o mesmo. Informações do Templo de Set dizem que dezoito Iniciados têm se demitido, enquanto outras fontes estimam um número perto de sessenta.”

Em um dos primeiros documentos públicos do Movimento Setiano de Libertação, a Disinfo o mencionava o cisma Templo de Set/Tempestade:

“... [o] documento define o novo e ainda anônimo grupo como ‘... uma confederação livre de professores e estudantes setianos, uma aliança de Ordens.’ O grupo tem evitado a estrutura administrativa e sem fins lucrativos do Templo, assim como seu sistema de graus e títulos. ‘Nós trabalhamos juntos com respeito mútuo e interesse, e não por meio de quaisquer restrições ou limitações organizacionais’, o documento (FAQ) afirma. Finalmente, seus fundadores têm buscado evitar a estrutura da ‘sociedade mágica’ de grupos pós-teosóficos: a confederação é ‘um Trabalho Mágico contínuo do qual podemos participar, é uma coisa viva, dinâmica e em desenvolvimento.”

## Outras apresentações na mídia
Schreck foi mais ativa no fim dos anos 1980 e no início dos anos 1990, aparecendo regularmente em programas nacionais, como The Phil Donahue Show, Nightline with Ted Koppel, Entertainment Tonight, The Late Show, Secrets & Mysteries, assim como em inúmeros programas regionais de rádio e televisão nos Estados Unidos, enquanto ainda era Grande Sacerdotisa da Igreja de Satã. Nesse período de porta-voz da Igreja de Satã, escreveu a introdução da reedição da obra de seu pai, “A Bruxa Satânica” (The Satanic Witch), e viajou pelos Estados Unidos promovendo o trabalho de seu pai. Tornara-se porta-voz de LaVey, que não estava mais interessado em aparecer na mídia, conforme ela declarou, ao lado de seu marido, ao ser entrevistado pelo televangelista Bob Larson.
Em 1988, Zeena e Nikolas Schreck apareceram em um especial de duas horas do programa Geraldo Rivera Show sobre Satanismo. Zeena também apareceu no programa Sally Jessy Raphael, novamente ao lado de seu marido, debatendo com vários cristãos que foram convidados a expor seus pontos de vista religiosos.
Em 2004, Zeena Schreck e seu marido Nikolas Schreck foram convidados para o programa de radio “Advogado do Diabo” (The Devil's Advocate) para falar sobre seu livro “Demônios da Carne: Guia Completo de Magia Sexual do Caminho da Mão Esquerda” (Demons of the Flesh: The Complete Guide to Left-Hand Path Sex Magic). Nessa entrevista, Zeena também falou sobre o grupo Tempestade (Storm) – renomeado Movimento Setiano de Libertação – e a inclusão de práticas tântricas da Via Esquerda sobre as quais ela escreve em sua obra.
Em dezembro de 2011, Zeena Schreck falou sobre o Movimento Setiano de Libertação no programa Nightwatch, enquanto divulgava também duas de suas ficções, A Short History of Buddhism in Berlin e Lost and Found: A Fairy Tale of Sethian Awakening, no jornal literário Beatdom, lançado em dezembro de 2011. De acordo com essa entrevista, Zeena afirmou que o Movimento não é um “grupo” ou algum tipo de afiliação baseado na arrecadação de cotas ou algo para se reunir, mas, antes, para praticar.
No mesmo Nightwatch, Zeena Schreck menciona um programa do MSL chamado Fênix (Phoenix) para aqueles com necessidades espirituais. O site oficial de Zeena Schreck afirma que, “desde 2004, Fênix oferece assistência espiritual para as vítimas de pseudorreligiões exploradoras, ex-membros de gangues, ex-empregados que denunciam a corrupção corporativa e governamental e para sobreviventes de todas as formas de abuso institucional, incluindo abusos contra crianças e mulheres de personalidades proeminentes.”
Em dezembro de 2012, Zeena foi convidada a voltar ao programa Nightwatch. Essa vez, promovendo o lançamento do CD The Vinyl Solution – Analog Artifacts: Ritual Instrumentals and Undercover Versions, do grupo Radio Werewolf, seu primeiro lançamento oficial em 20 anos, e a edição especial #12 da revista Beatdom, destacando na capa um retrato vintage de Zeena e uma publicação do seu monólogo teatral “Turno da Noite, Estação Richmond” (Night Shift, Richmond Station). Zeena organizou uma lista de músicas online com comentários para o programa Network Awesome's Live Music, de 10 de dezembro de 2012.
As entrevistas do Nightwatch e o site oficial de Zeena Schreck fazem referências à sua conversão ao budismo tibetano tântrico das linhagens drikung, karma kagyu e nyingma.[carece de fontes?]

## Radio Werewolf
De 1988 a 1993, Schreck foi colíder da banda ocultista experimental Radio Werewolf. Ela participou como designer gráfica, compositora, vocalista e instrumentista nas músicas  "Songs for the End of the World", "The Lightning and the Sun", "Bring Me The Head of Geraldo Rivera", "These Boots Were Made for Walking" e "Love Conquers All."
Em 2012, a banda lançou o CD The Vinyl Solution – Analog Artifacts: Ritual Instrumentals and Undercover Versions, seu primeiro trabalho oficial em 20 anos.

## Filme e livros
- Demônios da Carne: Guia Completo de Magia Sexual do Caminho da Mão Esquerda (Demons of the Flesh: The Complete Guide to Left-Hand Path Sex Magic), em coautoria com seu marido, trata da magia sexual e o culto do feminino no tantra oriental, com ritualismo pagão, cristianismo e ocultismo ocidental.[22]
- Foi coprodutora, produzindo todas as vozes femininas na narração do documentário Charles Manson Superstar, e contribuiu, em parte, com a trilha musical do filme.[23]

## Publicações
- SCHRECK, Nikolas & Zeena. Demons of the Flesh: A Complete Guide to Left-Hand Path Sex Magic. Creation Books, 2002.
- SCHRECK, Zeena & Nikolas; REED, Jeremy; BARBER, Stephen; WEBB. Peter; SARGEANT, Jack; WHITEHEAD, Peter; BROTTMAN, Mikita; SOTOS, Peter; KING, Namida. Straight to Hell: 20th Century Suicides. Creation Books, 2004.
- SCHRECK, Zeena. A Short History of Buddhism in Berlin & Lost and Found: A Fairy Tale of Sethian Awakening. Beatdom, n.10, 2011. Edição Religion.
- SCHRECK, Zeena. Liberation Under the Snow Moon. Beatdom, n.11, 2012. Edição Nature.
- SCHRECK, Zeena. Monólogo teatral Night Shift, Richmond Station (978-1481801836); foto de capa. Beatdom, n.12. Edição Crime.

## Ilustrações publicadas
- SCHRECK, Zeena. The Manson File: Myth and Reality of an Outlaw Shaman. World Operations, 2011.
- SCHRECK, Zeena Schreck. LeDossier Manson. Camion Noir, 2011.
- SCHRECK, Zeena. Demons of the Flesh: The Complete Guide to Left-Hand Path Sex Magic, 2002.
- SCHRECK, Zeena. Qabbalah, Qliphoth and Goetic Magic. Ajna, 2004.
- SCHRECK, Zeena. The Exit Collection. Tacit, 1998.
- SCHRECK, Zeena. Songs for the End of the World. Livreto de CD. Gymnastic Records, 1991. ASIN: B001EB9JFG.
- SCHRECK, Zeena. Witchcraft/Boots. Unclean Production, 1991. ASIN: B001EBDQXM.
- SCHRECK, Zeena. Bring Me the Head of Geraldo Rivera. Unclean Production, 1990. ASIN: B001EBFUXG.

## Filmografia
- Charles Manson Superstar (narracja, 1989, film dokumentalny, reżyseria: Nikolas Schreck).
- Speak of the Devil (jako ona sama, 1998, film dokumentalny, reżyseria: Nick Bougas/A. Wyatt Mann, Adam Parfrey/Feral House).
- Usher (jako Sapphic Poetess, 2000, reżyseria: Curtis Harrington)[24]
- Showdown with Satanism. Bob Larson Ministries Dokumentacja wideo. USA, 1997. ASIN: B001O0VW98.
- You May Be Sitting Next to a Satanist, 1997 Dokumentacja wideo, Alanté & Antoine Simkine, Francja.[25]
- The Zurich Experiment, 1992 Muzyka filmy dokumentalne, Video Werewolf Inc., Vienna, Austria.[26]
- Germania: The Theory of Ruins, 1992 Dokumentacja wideo, Video Werewolf Inc., Vienna, Austria.[27]
- The First Family of Satanism, 1990 Dokumentacja, Bob Larson Ministries, USA.
- Ragnarok, 1990 Dokumentacja wideo, Video Werewolf Inc, USA.[28]
- The 80s: Satan's Seed Strikes Back [Alternatywny tytuł: Zeena vs. Ignorance], 1989 The Black House, USA.[29]
- Satanis: The Devil's Mass, 1968 Dokumentacja, reżyseria: Ray Laurent USA, Something Weird Video, ASIN: B000093NSP.
- The Wonderful World of Brother Buzz, 1965 Program telewizyjny dla dzieci San Francisco, USA.